# Liste des films numéro un par année dans le monde
Le tableau suivant présente les films qui ont été numéro un au box-office mondial par année.
| Année de sortie | Titre                                                          | Budget        | Recettes        | Réalisateur                |
| --------------- | -------------------------------------------------------------- | ------------- | --------------- | -------------------------- |
| 1939            | Autant en emporte le vent                                      | 3 977 000 $   | 400 176 459 $   | Victor Fleming             |
| 1956            | Les Dix Commandements                                          | 13 000 000 $  | 122 700 000 $   | Cecil B. DeMille           |
| 1962            | James Bond 007 contre Dr No                                    | 1 000 000 $   | 59 567 035 $    | Terence Young              |
| 1963            | Bons baisers de Russie                                         | 2 500 000 $   | 78 896 765 $    | Terence Young              |
| 1964            | Goldfinger                                                     | 3 000 000 $   | 124 881 062 $   | Guy Hamilton               |
| 1965            | La mélodie du bonheur                                          | 14 000 000 $  | 158 671 368 $   | Robert Wise                |
| 1971            | Les diamants sont éternels                                     | 7 200 000 $   | 116 019 547 $   | Guy Hamilton               |
| 1972            | Le Parrain                                                     |               | 245 066 411 $   | Francis Ford Coppola       |
| 1973            | L'Exorciste                                                    |               | 441 071 011 $   | William Friedkin           |
| 1974            | La Tour infernale                                              |               | 139 700 000 $   | John Guillermin            |
| 1975            | Les Dents de la mer                                            | 12 000 000 $  | 470 653 435 $   | Steven Spielberg           |
| 1976            | Rocky                                                          | 1 200 000 $   | 225 000 000 $   | John G. Avildsen           |
| 1977            | Star Wars : Un Nouvel Espoir                                   | 11 500 000 $  | 775 398 007 $   | George Lucas               |
| 1978            | Grease                                                         |               | 396 513 770 $   | Randal Kleiser             |
| 1979            | Moonraker                                                      | 34 000 000 $  | 210 300 000 $   | Lewis Gilbert              |
| 1980            | Star Wars : L'Empire contre-attaque                            | 33 000 000 $  | 538 375 067 $   | Irvin Kershner             |
| 1981            | Les Aventuriers de l'arche perdue                              | 18 000 000 $  | 384 140 454 $   | Steven Spielberg           |
| 1982            | E.T. l'extra-terrestre                                         | 10 500 000 $  | 792 910 554 $   | Steven Spielberg           |
| 1983            | Star Wars : Le Retour du Jedi                                  | 42 500 000 $  | 475 106 177 $   | Richard Marquand           |
| 1984            | Indiana Jones et le Temple maudit                              | 28 000 000 $  | 333 107 271 $   | Steven Spielberg           |
| 1985            | Retour vers le futur                                           |               | 381 109 762 $   | Robert Zemeckis            |
| 1986            | Top Gun                                                        | 15 000 000 $  | 353 816 701 $   | Tony Scott                 |
| 1987            | Liaison Fatale                                                 |               | 320 145 693 $   | Adrian Lyne                |
| 1988            | Rain Man                                                       |               | 354 825 435 $   | Barry Levinson             |
| 1989            | Indiana Jones et la Dernière Croisade                          | 48 000 000 $  | 474 171 806 $   | Steven Spielberg           |
| 1990            | Ghost                                                          | 22 000 000 $  | 505 702 588 $   | Jerry Zucker               |
| 1991            | Terminator 2 : Le Jugement dernier                             | 102 000 000 $ | 519 843 345 $   | James Cameron              |
| 1992            | Aladdin                                                        | 28 000 000 $  | 504 050 219 $   | John Musker                |
| 1993            | Jurassic Park                                                  | 63 000 000 $  | 978 167 947 $   | Steven Spielberg           |
| 1994            | Le Roi lion                                                    | 65 000 000 $  | 771 055 561 $   | Rob Minkoff                |
| 1995            | Une journée en enfer                                           | 90 000 000 $  | 366 101 666 $   | John McTiernan             |
| 1996            | Independence Day                                               | 75 000 000 $  | 817 400 891 $   | Roland Emmerich            |
| 1997            | Titanic                                                        | 200 000 000 $ | 1 843 373 318 $ | James Cameron              |
| 1998            | Armageddon                                                     | 140 000 000 $ | 553 709 788 $   | Michael Bay                |
| 1999            | Star Wars : La Menace Fantôme                                  | 115 000 000 $ | 924 305 084 $   | George Lucas               |
| 2000            | Mission : Impossible 2                                         | 125 000 000 $ | 546 388 105 $   | John Woo                   |
| 2001            | Harry Potter à l'école des sorciers                            | 100 000 000 $ | 974 733 550 $   | Chris Columbus             |
| 2002            | Le Seigneur des anneaux : Les Deux Tours                       | 93 000 000 $  | 926 282 504 $   | Peter Jackson              |
| 2003            | Le Seigneur des Anneaux : Le Retour du Roi                     | 94 000 000 $  | 1 118 887 224 $ | Peter Jackson              |
| 2004            | Shrek 2                                                        | 150 000 000 $ | 919 665 658 $   | Andrew Adamson             |
| 2005            | Harry Potter et la Coupe de feu                                | 150 000 000 $ | 896 911 078 $   | Mike Newell                |
| 2006            | Pirates des Caraïbes : Le Secret du Coffre Maudit              | 225 000 000 $ | 1 066 179 725 $ | Gore Verbinski             |
| 2007            | Pirates des Caraïbes : Jusqu'au bout du monde                  | 300 000 000 $ | 963 420 425 $   | Gore Verbinski             |
| 2008            | The Dark Knight : Le Chevalier noir                            | 185 000 000 $ | 1 004 921 825 $ | Christopher Nolan          |
| 2009            | Avatar                                                         | 237 000 000 $ | 2 743 577 587 $ | James Cameron              |
| 2010            | Toy Story 3                                                    | 200 000 000 $ | 1 063 171 911 $ | Lee Unkrich                |
| 2011            | Harry Potter et les Reliques de la Mort : Deuxième Partie      | 125 000 000 $ | 1 341 511 219 $ | David Yates                |
| 2012            | Avengers                                                       | 220 000 000 $ | 1 519 594 910 $ | Joss Whedon                |
| 2013            | La Reine des neiges                                            | 150 000 000 $ | 1 276 219 009 $ | Chris Buck et Jennifer Lee |
| 2014            | Transformers : L'Âge de l'extinction                           | 210 000 000 $ | 1 104 039 076 $ | Michael Bay                |
| 2015            | Star Wars, épisode VII : Le Réveil de la Force                 | 245 000 000 $ | 2 068 342 689 $ | J. J. Abrams               |
| 2016            | Captain America: Civil War                                     | 250 000 000 $ | 1 152 357 343 $ | Anthony et Joe Russo       |
| 2017            | Star Wars, épisode VIII : Les Derniers Jedi                    | 200 000 000 $ | 1 332 011 651 $ | Rian Johnson               |
| 2018            | Avengers: Infinity War                                         | 480 000 000 $ | 2 048 695 235 $ | Anthony et Joe Russo       |
| 2019            | Avengers: Endgame                                              | 356 000 000 $ | 2 797 501 328 $ | Anthony et Joe Russo       |
| 2020            | Demon Slayer: Kimetsu no Yaiba, le film : Le Train de l'Infini | 15 700 000 $  | 473 230 408 $   | Haruo Sotozaki             |
| 2021            | Spider-Man: No Way Home                                        | 200 000 000 $ | 1 901 229 917 $ | Jon Watts                  |
| 2022            | Avatar : La Voie de l'eau                                      | 400 000 000 $ | 2 303 075 767 $ | James Cameron              |
| 2023            | Barbie                                                         | 145 000 000 $ | 1 445 638 421 $ | Greta Gerwig               |
| 2024            | Vice-Versa 2                                                   | 200 000 00 $  | 1 698 863 816 $ | Kelsey Mann (en)           |
| 2025            | Ne Zha 2                                                       | 80 000 000 $  | 2 168 341 803 $ | Yu Yang (Jiaozi)           |